# Geheugenmetaal
Geheugenmetaal (Eng.: shape memory alloy of SMA) is de benaming die binnen de materiaalkunde gebruikt wordt voor legeringen met "geheugeneigenschappen".
Deze eigenschap houdt in dat het materiaal, nadat het is vervormd, terug kan keren naar diens originele geometrie indien het verwarmd wordt. Bij hogere temperaturen kan dit effect ook voorkomen als de belasting wordt weggehaald. Deze eigenschappen ontstaan doordat het materiaal, dat zich door vervorming in de martensietfase bevindt, na verloop van tijd terugspringt naar de austenietfase. De betekenis van deze fasen is beknopt terug te vinden in het artikel over fasen in legeringen.
Het meest gangbare geheugenmetaal bestaat anno 2005 uit een legering van nikkel-titanium (NiTi) of een legering van koper-zink-aluminium (CuZnAl). NiTi-legeringen zijn duurder, maar hebben ook betere mechanische eigenschappen (vormverandering van tot wel 30%). De temperaturen waarbij het materiaal zijn eigenschappen verandert, zijn karakteristiek aan het materiaal zelf en zijn te beïnvloeden door meer of minder legeringselementen toe te voegen.

## Verloop van de faseverschuiving
Het verloop van een fase verschuiving van een SMA-legering loopt zoals afgebeeld in de figuur hieronder:
In deze figuur staat op de y-as de martensietfractie (in %) en op de x-as de temperatuur.  Indien er gestart wordt met een martensietstructuur en de temperatuur wordt opgevoerd, dan begint het materiaal over te gaan in een austenietstructuur bij temperatuur As. Het materiaal zal dan meer en meer de austenietstructuur gaan innemen, tot hij 100% austeniet is, bij Af. Indien het omgekeerde pad wordt gevolgd komt men aan de Ms temperatuur. Ms staat voor de starttemperatuur van martensiet. Het materiaal gaat onder invloed van de temperatuursverandering terugkeren naar een martensietstructuur. Mf is de temperatuur waarbij het proces stopt, en dus de martensietstructuur is aangenomen. 
Dit proces, waarbij de weg heen en de weg terug van elkaar verschillen, wordt een hysteresisch proces genoemd.

## Geschiedenis en toepassingsgebied
De nikkel-titaniumlegering is voor het eerst ontdekt in 1965 door het "Naval ordnance laboratory" in de Verenigde Staten, en voor het eerst commercieel gemaakt onder de naam Nitinol (een acroniem voor NIckel TItanium Naval Ordnance Laboratories). 
Het grootste toepassingsgebied voor geheugenmetaal ligt in de geneeskunde, waar het gebruikt kan worden voor stents om bijvoorbeeld aders te verbreden, of ruggenwervels recht te trekken. Ook in de orthodontie wordt het gebruikt om bijvoorbeeld een constante druk op de tanden uit te oefenen. Het in het lichaam geplaatste geheugenmetaal reageert op de temperatuur van het lichaam en verandert daardoor van vorm. Als actuator is de opmars van geheugenmetaal gestaag, doch geremd door de trage reactietijd (het materiaal moet opwarmen) en de grote hysterese. 
Naast thermisch geactiveerde geheugenmetalen bestaat er ook een magnetisch geactiveerde variant, de ferromagnetic shape memory alloys (FSMA). Deze materialen hebben een snellere reactietijd en zijn efficiënter.